# Alphabet
Alphabet, Inc. es una empresa tecnológica multinacional con sede en Estados Unidos cuya principal subsidiaria es Google, que desarrolla productos y servicios relacionados con internet, software, electrónica de consumo, dispositivos electrónicos y otras tecnologías. También incluye a empresas de sectores como la biotecnología, salud, telecomunicaciones y la domótica. Se considera una de las cinco grandes empresas estadounidenses de tecnología de la información, junto con Apple, Amazon, Meta Platforms (empresa matriz de Facebook) y Microsoft.
El Googleplex es el complejo de la sede corporativa de Google y su empresa matriz Alphabet Inc. Tiene más de 150 oficinas ubicadas en 75 países.

## Filiales
Alphabet Inc. es un conglomerado, servicios como Google Maps, Google o Gmail entre muchos otros; Calico, compañía biotecnológica de San Francisco, California, que diseña y fabrica termostatos y detectores de humo impulsados por sensores, habilitados para Wi-Fi, autoaprendientes y programables; GV (anteriormente Google Ventures); Google X, división de investigación y desarrollo de nuevos productos; y Sidewalk Labs, que investigará sobre cómo mejorar ciudades para elevar la calidad de vida.[cita requerida]

## Salarios
Alphabet Inc. ha sido conocida por ser una de las empresas que mejor paga a sus trabajadores, incluso considerada en el año 2014 la mejor empresa del mundo para trabajar. Los salarios están en el rango de 70.000-200.000 dólares al año, siendo los ingenieros los mejor pagados.

## Historia

Organigrama de la empresa.

Fue creado a través de una reestructuración corporativa de Google el 2 de octubre de 2015 y se convirtió en la compañía matriz de Google y varias antiguas subsidiarias de Google. Los dos fundadores de Google asumieron funciones ejecutivas en la nueva compañía, con Larry Page como CEO y Sergey Brin como presidente.

El 20 de enero de 2023, Alphabet anunció que despediría a aproximadamente 12,000 empleados, lo que representa aproximadamente un 6% de su plantilla.
En 2023 registró ingresos totales por US$307 400 000 000 (equivalente a $307 400 000 000 en 2023), beneficio económico de US$84 290 000 000 (equivalente a $84 290 000 000 en 2023), beneficio neto de US$73 790 000 000 (equivalente a $73 790 000 000 en 2023) activos totales de US$402 400 000 000 (equivalente a $402 400 000 000 en 2023) y un capital social de US$283 400 000 000 (equivalente a $283 400 000 000 en 2023).

## Críticas
Alphabet Inc. se ha encontrado en el centro de varias controversias relacionadas con sus servicios y sus prácticas financieras. Por ejemplo, la búsqueda de libros de Google Libros ha tenido disputas por los derechos de autor con algunos autores.
También ha sido criticada por la cooperación con el gobierno de China para filtrar los resultados que puedan ser contrarios a las políticas del gobierno. Ha iniciado una política de censura para lograr expandirse en países como China. En razón de esto fue considerada "La Vergüenza Empresarial 2005" por la American Freedom Union.
La Agencia Española de Protección de Datos ha manifestado que Alphabet es responsable de la eliminación de datos personales, y que dicha eliminación puede solicitarse por los usuarios incluso cuando sus datos permanezcan en páginas de terceros (como los Boletines Oficiales). 
Algunos gobiernos estatales de la India han sembrado la preocupación sobre los riesgos a la seguridad debido a los detalles geográficos provistos por Google Earth.
El juez del tribunal del distrito de Estados Unidos, Louis Stanton, el 1 de julio de 2008 ordenó a Alphabet Inc. entregar datos de los usuarios de YouTube a Viacom para apoyar su caso en un millonario juicio por derechos de autor contra Google. Sin embargo, Alphabet Inc. y Viacom el 14 de julio de 2008 acordaron comprometerse para proteger los datos de los usuarios de YouTube en el juicio. Alphabet Inc. acordó mantener la información del usuario y las direcciones IP anónimas.

### Censura
Se ha convertido en un emblemático caso de complicidad con la censura al haber pactado con el gobierno de China los contenidos de sus páginas.
Actualmente y como parte de su estrategia comercial de búsqueda de nuevos mercados, los resultados del buscador orientados al usuario chino sufren un filtrado previo, que obvia, aunque informando de ello, los resultados que puedan ser contrarios a las políticas del Gobierno.
En 2010 se determinó que Google recolectaba datos acerca de redes Wi-Fi mientras el coche de Street View tomaba fotografías. De las redes wifi protegidas no se recolectaron datos personales, sin embargo, las redes desprotegidas son vulnerables a que puedan interceptar información, claves, correos y números de teléfono entre otros, por lo que Google pudo obtener información de estas redes.

### PRISM
Google fue señalada, entre otras compañías desarrolladoras de productos de tecnología informática de punta, como una de las involucradas dentro del programa de vigilancia mundial electrónica de alto secreto (Top Secret) PRISM, a cargo de la Agencia de Seguridad Nacional (NSA) de los Estados Unidos, según los informes y documentos filtrados por el exempleado de la Agencia Central de Inteligencia (CIA) y la NSA, Edward Snowden en junio de 2013.